# Kostel Nanebevzetí Panny Marie (Slavonice)
Kostel Nanebevzetí Panny Marie (německy Pfarrkirche Maria Himmelfahrt) stojí v historickém středu města Slavonice, mezi náměstím Míru a Horním náměstím. Postaven byl na místě bývalého hřbitova, po jehož obvodu byly vystavěny městské domy. Kostel vyniká řadou hodnotných stavebních konstrukcí, především z vrcholné gotiky.

## Historie
Tento vrcholně gotický kostel byl vybudován ve druhé polovině 14. století, presbytář byl dokončen před rokem 1383. Trojlodí s klenutými bočními loděmi vzniklo na konci 14. století. Teprve ve 2. polovině 15. století byla mezi boční lodě zaklenuta hlavní loď. Kolem roku 1500 provedl mistr Štěpán okna v lodi. Věž byla založena ve 14. století, ale dokončena byla až roku 1549 na náklad cechu soukeníků. Od roku 1622 měli nad kostelem patronát Jezuité z Jindřichova Hradce (Jezuitská kolej s kostelem svaté Maří Magdaleny). Věž farního kostela (Pfarrkirchturm) se 4 zvony byla majetkem města, které mělo na svých bedrech též údržbu kostela. V roce 1631 tak nechalo město farní kostel renovovat.
Za působení faráře Georga Johanna Kielebera (1707-1729) byla přistavěna: roku 1708 boční kaple sv. Antonína a roku 1711 boční kaple Panny Marie, v letech 1716-1719 provedena další barokní úprava interiéru: nové sochy apoštolů, nové varhany, nová kazatelna a lavice, přičemž starý hlavní oltář byl nahrazen bohatě zlaceným barokním oltářem s oltářním obrazem od slavonického malíře Johanna Leopolda Deisingera (1701–1788). Po velkém požáru, za působení faráře a děkana Martina Ignáce Harrera (1729-1760), v roce 1750, kdy shořela věž a část střechy, již nebyla obnovena postranní kaple sv. Jakuba. Věž obdržela novou barokní vlašskou helmici a zvonice nové vlašské (vazníky, nesoucí vodorovné krokve) trámoví.

### Renovace 1900-1916
V letech 1900-1916 proběhlo puristické očištění kostela, jež započalo renovací kaple Panny Marie a objednáním nových zvonů (D, E, Fis, A) od vídeňského zvonaře Georga Gößnera. V roce 1902 daroval Anton Pabisch do kaple oltářní sochu Panny Marie, jež pocházela z dílny uměleckého řezbáře Ferdinanda Stuflessera ze St. Ulrichu v Jižním Tyrolsku; vysvěcení nových zvonů prelátem Josefem Karáskem z kláštera v Nové Říši proběhlo 22. září 1902. Zvony o váze: 2 200 kg, 1 200 kg, 500 kg a 200 kg a v ceně 4 600 zlatých zaplatilo město. Dosavadní zvony z roku 1803 vážily: 2 800 kg, 1 600 kg, 1 100 kg a 700 kg (v majetku města) a malý ve zvonici 120 centů (v majetku kostela). 
Dne 25. března 1903 založil farář Franz Mühlberger spolek na opravu farního kostela (Renovierungsverein), dne 5. července 1903 byl v kapli Panny Marie vysvěcen oltář Matky Boží Bolestné od sochaře Johanna Krölla, jehož sochy z dílny uměleckého řezbáře Ferdinanda Stuflessera ze St. Ulrichu v Jižním Tyrolsku zaplatila manželka starosty Marie Müller, malby pocházely od akademického malíře Johanna Rehoře z Českých Budějovic a 3 nová okna od vídeňské firmy „Johann Kappner“. Dosavadní oltář byl na náklady manželů Antona a Antonie Harzhauser instalován v hřbitovní kapli. V roce 1904 následovala renovace kaple sv. Antonína, jež byla vysvěcena 13. června. Oltář do renovované kaple, věnovaný rodinami Wollanek a Harzhauser, vyhotovil sochař Johann Kröll.
V roce 1906 pokračovaly renovace hlavního barokního oltáře, jež byl nahrazen novogotickým z dílny slavonického sochaře Johanna Krölla, sochy pocházely od řezbáře Ferdinanda Stuflessera ze St. Ulrichu v Jižním Tyrolsku, tabernákl darovali Josef Sprinzl a Marie Sprinzl z dolnorakouské obce Münchreith an der Thaya, oltářní obraz Nanebevzetí Panny Marie od pražského malíře Josefa Hübsche darovali Karel a Franz Sprinzlovi, lustr Leopoldine Pötsch z Jindřichova Hradce, oltářní přehoz Spořitelna Slavonice, oltářní mensu vyrobil slavonický kamenický mistr Karel Helleport, výmalbu provedli malíři Matousch a Lenz, oltářní mříž pocházela od slavonického zámečnického mistra Antona Niederhofera. Slavnostní vysvěcení 7. října 1906 provedl brněnský biskup Pavel Huyn za asistence faráře Franze Mühlbergera. Starý barokní oltář byl odprodán do Rohatce.
V roce 1908 byla obnovena kazatelna, jednalo se opět o dílo sochaře Johanna Krölla, sochy a řezbářské práce pocházely od řezbáře Josefa Oblettera z St. Ulrich-Grödenu v Jižním Tyrolsku (Bildhauerei in Gröden), socha Ježíšova zázraku uzdravení byla darem faráře Josefa Sprinzla z dolnorakouské obce Münchreith an der Thaya. V roce 1908 založil farář Franz Mühlberger spolek Bratrstvo Srdce Ježíšova (Die Herz Jesu-Bruderschaft) a v roce 1910 došlo k přejmenování kaple sv. Šebestiána na kapli Nejsvětějšího Srdce Ježíšova. Nový oltář pocházel od sochaře Johanna Krölla, socha Nejsvětějšího Srdce Ježíšova od řezbáře Josefa Oblettera z St. Ulrich-Grödenu a byla darem slečny Agnes Pahnberger, lustr vyrobila vídeňská firma Franz Götzer (Glasmalerei und Mosaikanstalt, Schulgasse Wien). V roce 1911, za působení děkana Antona Barteka, byl v kostele instalován postranní oltář sv. Josefa, další dílo sochaře Johanna Krölla s obrazem od malíře Eduarda Wabersicha z Rychnova u Jablonce nad Nisou.
V létě 1913 instalovala vídeňská firma Franz Götzer v presbytáři dvě okna s mozaikou: jedno s vyobrazením Panny Marie Lurdské a druhé s narozením Panny Marie. V roce 1914 pokračoval v obnově oken farář Martin Červenka, který u vídeňské firmy Franz Götzer objednal mozaiková okna: 1. Zasnoubení Panny Marie (zaplatila Elisabeth Kramer), 2. Zvěstování Panny Marie (zaplatil farář Ferdinand Sprinzl), 3. Koruna Panny Marie - Marienkrone (zaplatila Marie Deimel) a 4. Korunování Panny Marie (zaplatila Franziska Reil). V roce 1916 proběhla výměna dvou malých oken v kapli Nejsvětějšího Srdce Ježíšova, taktéž od firmy Franz Götzer. Jedno mozaikové okno s námětem Neposkvrněného Srdce Panny Marie kostelu daroval pan Stollhof ze Slavonic a druhé s námětem svatého Klementa Maria Hofbauera daroval pan farář Martin Červenka.

### Zrekvírované zvony za 1. světové války
Příprava válečné rekvizice zvonů byla zahájena již v roce 1915, kdy se pořizoval jejich soupis a dokumentace, včetně fotografií a sádrových odlitků. První vlna rekvírování v roce 1916 se týkala také slavonických zvonů. Ve dnech 9. až 13. listopadu probíhalo ve věži rozbíjení dvou největších zvonů, jejichž zbytky byly pak následně shazovány z věže dolů. Za zvony obdrželo město náhradou výkupné v celkové ceně 12 036 korun, což odpovídalo 4 korunám za 1 kg kovu. Druhé vlně od 22. května 1917 se vyhnuly jen nejvzácnější zvony, zvony signální nebo kusy s průměrem do 25 cm. Dne 13. srpna 1917 byly zrekvírovány z věže další 3 zvony: 1. zvon o váze 218 kg a průměru 73 cm z roku 1902 s vyobrazením sv. Floriana a nápisem Heiliger Florian; 2. zvon o váze 560 kg a průměru 100 cm z roku 1902 s vyobrazením sv. Antonína a nápisem Voco vos ad sacra, venite (Ich rufe Euch zu den Heiligtümern, o kommt./Volám Vás do svatyní, pojďte.); 3. zvon o váze 110 kg a průměru 58 cm z roku 1818 s vyobrazením sv. Barbory a nápisem Heilige Barbara, heiliger Johann. Jeden zvon z roku 1873 s vyobrazením sv. Augustina (Wandlungsglocke) se podařilo starostovi Grossmannovi před rekvírováním uchránit.
Ze Špitálního kostela (kostel svatého Jana Křtitele) byl zrekvírován 1 zvon o váze 83 kg a průměru 53 cm z roku 1871 s vyobrazením sv. Floriána, ze hřbitovní kaple 1 zvon o váze 24 kg a průměru 35 cm neznámé datace (snad z roku 1871) a z kostela Božího Těla 1 zvon o váze 98 kg a průměru 56 cm s vyobrazením monstrance a nápisem Goss Nicolaus Joh. Georg Bartl, Znaim 1731 (Ulil Nicolaus Joh. Georg Bartl, Znojmo 1731). Následně byl jeden zvon z městské věže přenesen do kostela Božího Těla a druhý zvon z kostela Božího Těla zavěšen do městské věže, takže na věži zůstaly dva zvony. Při třetí kovové sbírce musel kostel odevzdat 7 svítidel, 1 kadidelnici a 4 další liturgické předměty.

### Svěcení nových zvonů
Ulití 4 nových zvonů proběhlo za přítomnosti slavonického místostarosty Josefa Pabische a radních Josefa Trittnera a Prof. Dr. Theodora Deimla ve zvonařské firmě Rudolf Perner v Budějovicích dne 19. února 1926.
1. Zvon Nejsvětější Trojice, tón D, 1816 kg s vyobrazením Nejsvětější Trojice a nápisem: O Allerheiligste Dreifaltigkeit - Lob und Ruhm sei dir in Ewigkeit! Největší zvon měl též věnování: „Im Kriege 1916 zerstoßen. Im Frieden 1926 gegossen“ (Za války 1916 rozdrcen. V míru 1926 ulit).
2. Zvon Panna Maria Královna, tón Fis, 805 kg s vyobrazením Královny nebes a nápisem: O Heilige Maria! Unter deinen Schutz und Schirm fliehen wir, o Heiligste Gottesgebärerin!
3. Zvon Svatá Alžběta, tón A, 530 kg s vyobrazením sv. Alžběty a nápisem: O Heilige Elisabeth - bitte für uns!
4. Zvon Svatá Barbora, tón H, 358 kg s vyobrazením sv. Barbory a nápisem: O Heilige Barbara - Du edle Braut! Leib und Seele - Sei dir vertraut.

Všechny 4 zvony nesly také jména hlavních představitelů města. Slavnostní akt svěcení proběhl 25. března 1926 na Dolním náměstí (nyní náměstí Míru), jež dopoledne celebroval děkan August Pospíšil z Dačic za asistence slavonického faráře Martina Červenky, faráře Angela Ohlenforsta z Cizkrajova, kooperátora Franze Mertha ze Štítar a Prof. Dr. Theodora Deimla ze Slavonic. Vlastní instalace do věže proběhla po přesunu na Horní náměstí odpoledne od 13 do 16 hodin. Celková cena všech 4 zvonů činila 101 632,15 Kč. Na zaplacení zvonů se podílel částkou 30 000 Kč Kostelní konkurenční výbor, částkou 20 000 Kč město, částkou 40 000 Kč obyvatelé města skrze sbírky a doplatek 9 030,39 Kč byl vyrovnán 30. června 1926 ze spořitelní knížky města Slavonice.
Dne 16. dubna 1926 následovalo navrácení kostelních zvonů na svá původní místa. Zvon z městské věže s vyobrazením monstrance a nápisem Mich goss Nic. Joh. Bartl, Znaim a. 1731 byl opět zavěšen v kostele Božího Těla a zvon s nápisem Mich goss Jo. Georg Scheichel in Znaim a. 1760 z kostela Božího Těla tak mohl být navrácen do hřbitovní kaple. V témže roce probíhaly opravy městské věže: oprava kuchyně (Turm-Küche), ve zvonovém patře bylo instalováno nové schodiště do zvonové komory, opravu střechy prováděli tesařský mistr Franz Neusser a pokrývač Franz Allram.

## Galerie
- Gotické malby
- Založení věže
- Kříž a náhrobní desky (západní strana kostela)
- Pohled na kostel z n. Míru
- Věž kostela